# Jukka Koskinen (muzyk)
Jukka Koskinen (ur. 16 lipca 1981 w Helsinkach) – fiński basista zespołu metalowego Wintersun i Norther.